# 祝林芳
祝林芳（1982年9月—），女，汉族，河南滑县人，中华人民共和国政治人物。现任中国人民解放军陆军特种作战学院军事体育教研室教员。第十四届全国政协委员。